# Acrapex vetiveria
Acrapex vetiveria is een vlinder van de familie van de uilen (Noctuidae). De wetenschappelijke naam van deze soort is voor het eerst voorgesteld door Bruno Pierre Le Ru in een publicatie uit 2019.

## Verspreiding
De soort komt voor in Tanzania en is voor het eerst ontdekt in Njombe.

## Waardplanten
De rups leeft op Chrysopogon zizanioides (L.) Roberty (Poaceae).